# Distrito de Macari
El Distrito de Macarí es uno de los nueve distritos que conforman la Provincia de Melgar en Perú. Su capital es el pueblo de Macarí, cuenta con una extensión territorial de 673,78 km y representa el 15,22 % de la extensión total de la provincia de Melgar y 0,93 % del departamento de Puno. Se encuentra ubicado entre las coordenadas 14°46'18.29" latitud sur y 70°54'10.10" longitud oeste.Está ubicado a 3.970 m s. n. m., plasmada en la meseta del Collao (Titicaca), Región Puno, Perú.
Desde el punto de vista jerárquico de la Iglesia católica, forma parte de la Prelatura de Ayaviri en la Arquidiócesis de Arequipa.
La nombre "Macarí" puede proceder del quechua o el aimara.

## Fundación
La creación del distrito fue promulgada cuando era Presidente vitalicio el general Simón Bolívar. El 30 de agosto de 1825, mediante ley en un artículo único, se crean los distritos de Santa Rosa de Lampa, Umachiri, Nuñoa, Cupi, Llalli, Orurillo, y MACARI, en la provincia de Lampa, departamento de Puno, con las demarcaciones tal como pertenecían al corregimiento de Cabana y Cabanillas como curatos, parroquias, y pueblos que jugaron un rol importante en la lucha de la independencia. Macarí en ese entonces conformaba la Provincia de Lampa, y actualmente pertenece a la de Melgar.
En 1925 se cambió el nombre de Provincia de Ayaviri por el de Provincia de Melgar en honor del prócer Mariano Melgar Valdiviezo quien ofrendó su vida en aras de la independencia del Perú en la Batalla de Umachiri.

## Clima
Su clima es variado, promedio de temperatura varía de 18 – 20º máxima a menos 5º mínima, se distinguen dos estaciones bien marcadas una lluviosa de octubre a marzo y la otra seca e invernal de abril a setiembre. En tiempos invernales son azotados por las tempestades y por las bajas temperaturas en buena parte del año, pero es poseedor por la ley de las compensaciones y la capital del distrito es acogedor por su arborización del Cerrito de Posoconi. 

## Ecología
- Flora: en Macarí existe una gran variedad de plantas nativas y cultivos de papas, quinua, oca, izaño, etc.

## Hidrografía
Entre los recursos hídricos destacan los ríos Turmana y Macarimayo. También por la afluencias de las lluvias que se forman en la parte alta otros cauces fluviales conocidos como: Altocollana, Selque, Kirini y Tinguiña.

## Economía
El distrito es eminentemente agropecuario con la venta y compras de alimentos. Sus habitantes se dedican a la crianza de vacunos, ovinos, equinos, camélidos y a cultivos andinos como papa, ízaño, olluco, quinua, cañahua, trigo, cebada, habas, etc.

## Religión
La población es en su mayoría católica. Durante el año se festeja a distintos santos, patronos, santas y vírgenes. La patrona de Macarí es santa Lucía, se festeja el 13 de diciembre. El 12 de junio se festeja a san Juan de Sahagum.

## Danza y música

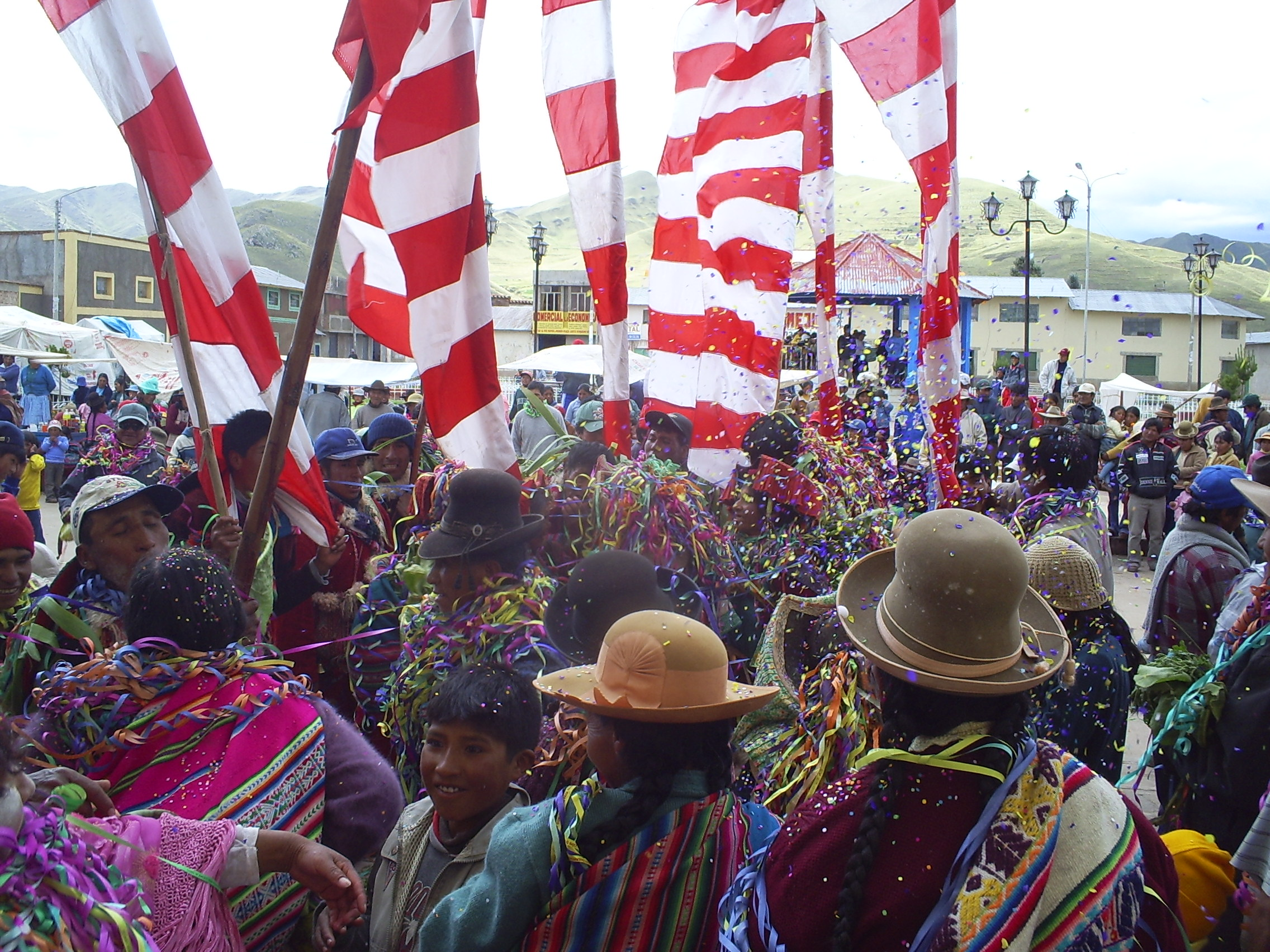
Carnavales de Macarí

Macarí con su propia expresión cultural y expresiva desde sus antepasado lo expresan en los carnavales con los machula abuelos, por su clase definida como los Quechuas, ya que su danza lo expresa con las melodías del Canto Música y Danza.
El Macareño expresan sus melodías en la misma tierra andina, se sienten impulsados por la herencia hecha de los "TATAS" , con la fuerza vital de ellos y de los "APUS" hacen alegrar y bailar a los habitantes, a los seres queridos.[cita requerida]
El Huayno es la expresión del sentimiento del hombre Andino por las travesías hechas en los pajonales, en las cubres, en las tempestades, en su sufrimiento, en su lucha por las tierras y en su romance y el pueblo vive orgulloso de si. las danzas siempre están presentes en las festividades religiosas: por ejemplo La Kjaccha, Los Puli Pulis, los turcus, los majeños, los mistikanchis (traje Autóctono) y en la nueva expresión están las danzas las morenadas, las diabladas o llamadas (trajes de luces).
Macarí con la música para las festividades siempre presentes: estas manifestaciones artísticas se remontan a los diferentes momentos de la historia donde quedó escrita para siempre la Banda los Partorcitos de Macarí.

## Vías de comunicación
Se llega por carretera asfaltada desde Ayaviri - chuquibambilla. continuando el viaje trocha chuquibambilla hasta Macarí con un recorrido de 26 km, del Capital del distrito el acceso a las comunidades, unidades de producción por vía terrestre (carrozable y herradura)

## División política
Macarí está conformada por comunidades y Centros Poblados:
Macarí Capital del Distrito.
Comunidades: Alto Collana, Bajo Collana, Selque, Huamanruro y Jatun Sayna 
Centros poblados: Quishuara, Santa Cruz, San Francisco, Casa Blanca, Huisachita, Huacahuta.

## Patrimonio
- Torre Guardián Mudo: Fue construida en la época colonial como monumento a la nueva religión impuesta por los colonizadores. Está construida con adobe y techo de paja.

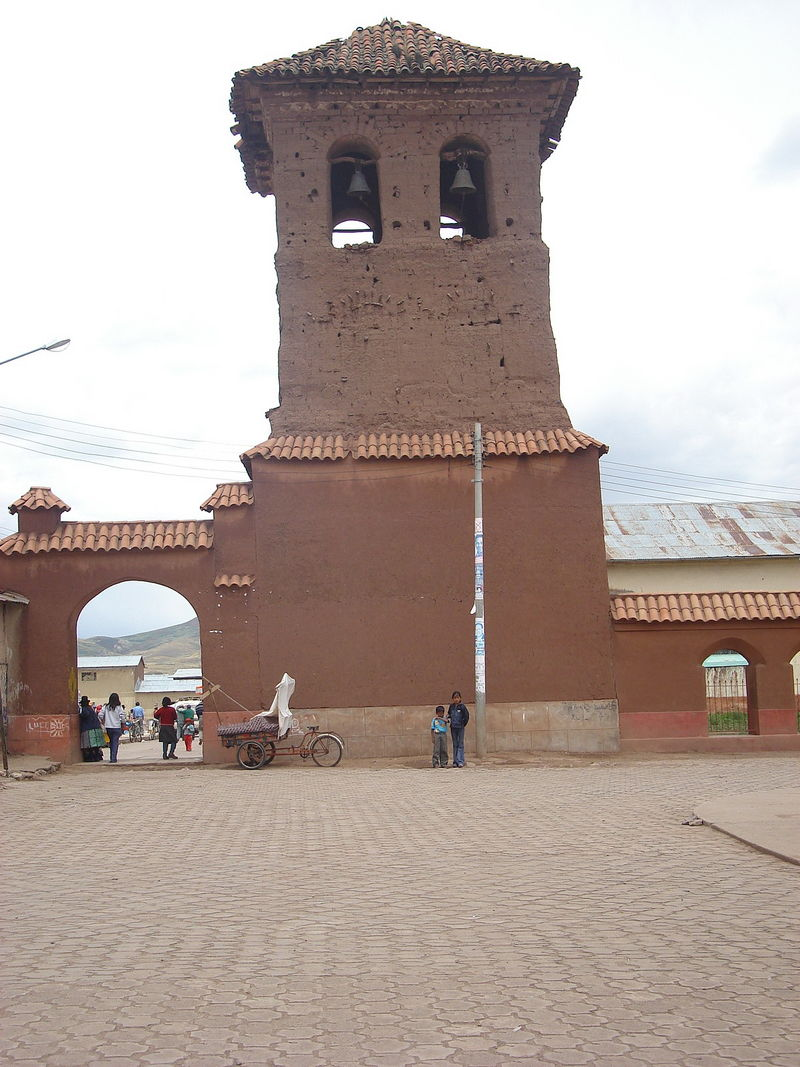
Campanario de Macarí

## Fiesta Patronal de Santa Lucía
Es una de las fiestas más importantes de la Región Sureña, específicamente se celebra con las costumbres y tradiciones de sus ancestros.
Su día central es el 13 de diciembre y se venera la imagen de la Mamita Santa Lucía, virgen mártir, milagrosa de los ojos. Se le representa llevando en la mano derecha la palma de la victoria, símbolo del martirio y en la izquierda los ojos que le fueron arrancados.

## Autoridades

### Municipales
- 2015 - 2018[4]
  - Alcalde: Víctor Morales Ccallaccasi, de Moral y Desarrollo.
  - Regidores:

  1. Orlando Paccosoncco Quispe (Moral y Desarrollo)
  2. Pablo Lima Mamani (Moral y Desarrollo)
  3. Gilberto Mamani Hualla (Moral y Desarrollo)
  4. Edith Gladys Oblitas Huayllapuma (Moral y Desarrollo)
  5. Zenón Fidel Lima Anccasi (Poder Andino)

- 2019 - 2022
  - Alcalde: ZENON TINTAYA AGUILAR.